# Акакий Веррийский
Ака́кий (др.-греч. Ακάκιος; лат. Acacius; 322 — 436) — епископ Верии в Сирии, христианский писатель, один из крупнейших церковных деятелей второй половины IV — первой половины V века.
Акакий родился в Сирии. Первоначальные сведения о жизни Акакия сообщает Феодорит Кирский в книге «История боголюбцев». В Парфянской пустыне, в пещере подвизался преподобный Иулиан Персиянин. Благодаря своим иноческим подвигам около Иулиана начали собираться люди, которые следовали его примеру и вели иноческую жизнь, их число достигло ста человек. Одним из пришедших к Иулиану в качестве ученика был юноша благородного происхождения, знаменитый преподобный Астерий. Пройдя школу Иулиана, Астерий основал свою школу подвижничества для любителей любомудрия в окрестностях Гиндара (селения близ Антиохии). Астерий горячо любил своего учителя великого старца Иулиана и два-три раза в год посещал его. В школу Астерия приходит Акакий и под руководством Астерия ведёт подвижническую жизнь. Феодорит Кирский очень высоко отзывается о Акакии, он пишет о том, что Акакий отличался возвышенностью монашеского жития своего и воссиял светлыми лучами добродетели, за что был удостоен сана епископского и получил в пастырское окормление Верою в 378 году, его рукоположил Евсевий Самосатский; Акакий, управляя вверенным ему стадом Христовым 58 лет, не отказался от образа подвижнической жизни и умел совместить добродетели отшельнические с общественными; точным соблюдением подвижнических правил и домостроительной снисходительностью в делах общественных, он крайности соединил в одно целое. В 364 году императором становится Валент, который исповедовал арианство, начинается гонение на православных, в это время был изгнан императором из Антиохии Мелетий Антиохийский. Флавиан, Диодор Тарсийский и преподобный Афраат обращаются к Акакию, они просят его, чтобы он взял к себе в спутники знаменитого Астерия — своего учителя и ученика святого старца Иулиана — и шёл к общему светилу Церкви, к столпу Евангельского учения — к Иулиану, чтобы просить его оставить свою подвижническую школу и прийти на помощь к тысячам православных, погибающих от обольщения, и росою своего пришествия потушить арианское пламя. Божественный Акакий (так называет его Феодорит Кирский) отправился в путь, взяв с собой великого Астерия. Акакий и Астерий сумели уговорить Иулиана, тот оставляет отшельничество, в котором находился 40 лет, и вместе с Акакием и Астерием отправляется с проповедью против арианства. Успешно проповедовав и совершив чудеса, Иулиан возвратился в свою пещеру. Феодорит Кирский лично хорошо знал Акакия и пересказал его повествование о Иулиане, услышанное им из уст Акакия.
В 381 году Акакий Веррийский участвует в заседаниях Первого Константинопольского собора, на котором был принят Никео-Цареградский Символ веры, и подписывает документы Второго Вселенского собора.
После 381 года Флавиан послал Акакия Веройского в Рим для преодоления раскола из-за Павлина с западными епископами и Египетскими епископами и возобновления евхаристического общения с ними. Епископ Акакий ездил в Рим вместе с Исидором. Прибыв в Рим и совершив посольство согласно с своим желанием, они отплыли оттуда в Египет, а из Египта Акакий отправился в Сирию и от Египетских и западных иереев разносил примирительные грамоты державшим сторону Флавиана. Окончательно раскол был преодолен в 392 году.
Как сообщает Палладий Еленопольский, в 403 году Акакий прибыл в Константинополь, где он не встретил достойного приема от Иоанна Златоуста, опечаленный этим Акакий разгневался, считая что Иоанн пренебрег им. Охваченный неудержимыми помыслами Акакий произносит в присутствии некоторых клириков Иоанна в отношении Иоанна Златоуста следующую фразу: «Я ему заварю кашу».
Патриарх Фотий в книге «Библиотека» сообщал, что в июле 403 года Акакий участвует в качестве обвинителя против Златоуста на Соборе при Дубе, благодаря и его стараниям Иоанн Златоуст был низложен с архиерейской кафедры Константинополя. Двадцатое обвинение Собора при Дубе — Иоанн Златоуст оскорбил самого святого Акакия, и отказался разговаривать с ним.
После возвращения Златоуста Акакий Веррийский, Севериан Гавальский, Антиох Птолемаидский и Кирин приходя к императору Аркадию с просьбой об окончательном изгнании Иоанна Златоуста. В марте 404 года состоялся собор, постановивший изгнать Иоанна.
Во время противостояния Кирилла и Нестория, Акакий написал послание Кириллу, стараясь оправдать Нестория, объясняя, что спор был на самом деле не более чем на уровне словопрений. В 431 году на Эфесском соборе собрались для решения этого вопроса. Акакия не присутствовал, но предоставил свои полномочия Павлу Эмесскому против Кирилла, и обратился с письмом к Восточная епископам, обвинив Кирилла в аполлинаризме.
В 432 году Акакий участвует в соборе в Верое, где поддерживает Иоанна Антиохийского и делает всё от него зависящее, чтобы помирить Кирилла и Восточных епископов. Примирение произошло в 433 году благодаря подписанию Согласительного исповедания.
Акакий умирает около 436 года, в возрасте 114 лет.
Сохранилось 4 послания Акакия. В 77-м томе Patrologia Graeca помещено его послание к Симеону анахорету, и к Кириллу Александрийскому.

## См также
- Симеон Столпник
- Феодорит Киррский
- Иоанн Златоуст
- Палладий Елеонопольский
- Иоанн Антиохийский